# Hoplia coerulea
Hoplia coerulea är en skalbaggsart som beskrevs av Dru Drury 1773. Hoplia coerulea ingår i släktet Hoplia och familjen Melolonthidae. Inga underarter finns listade i Catalogue of Life.

## Bildgalleri

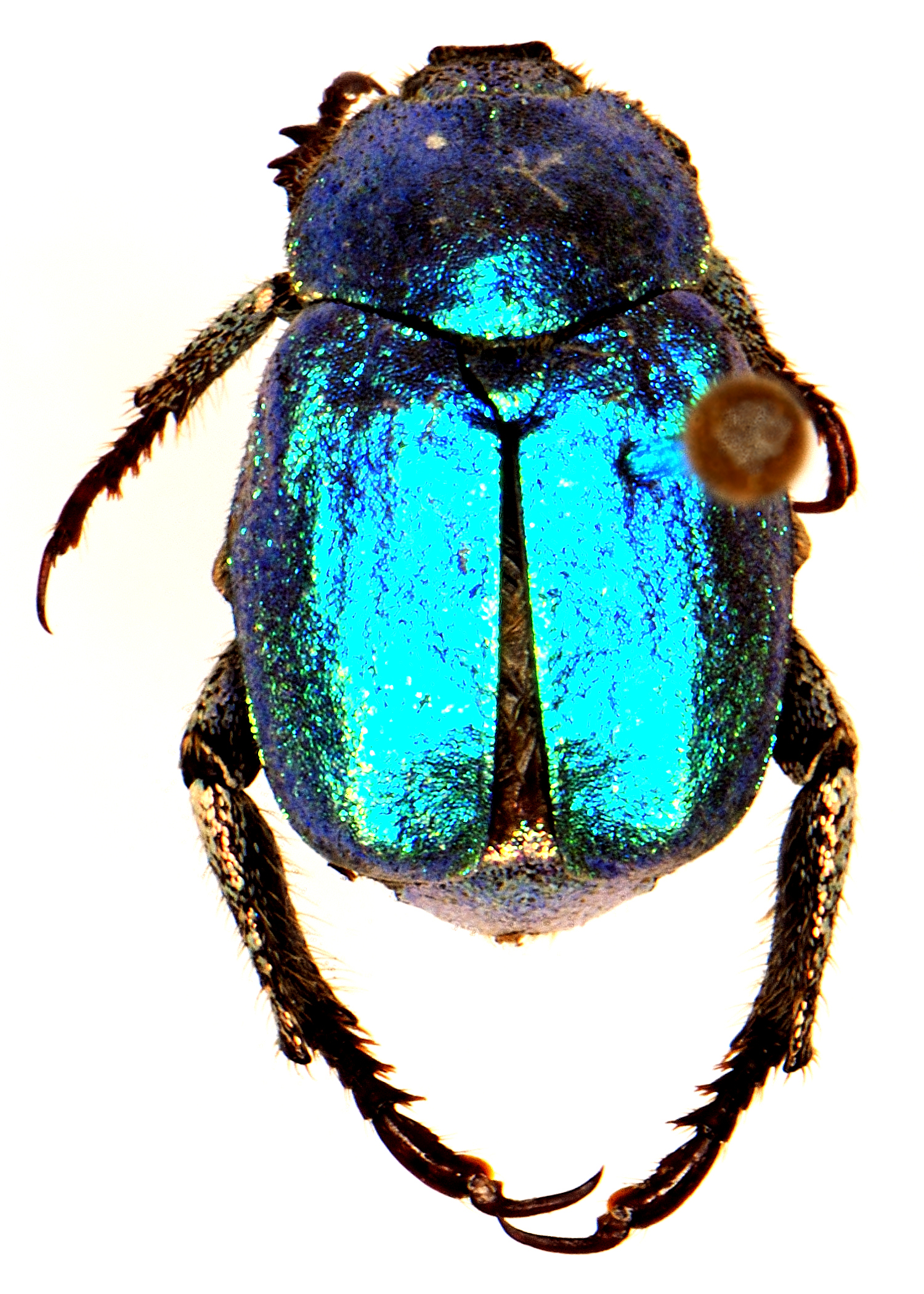
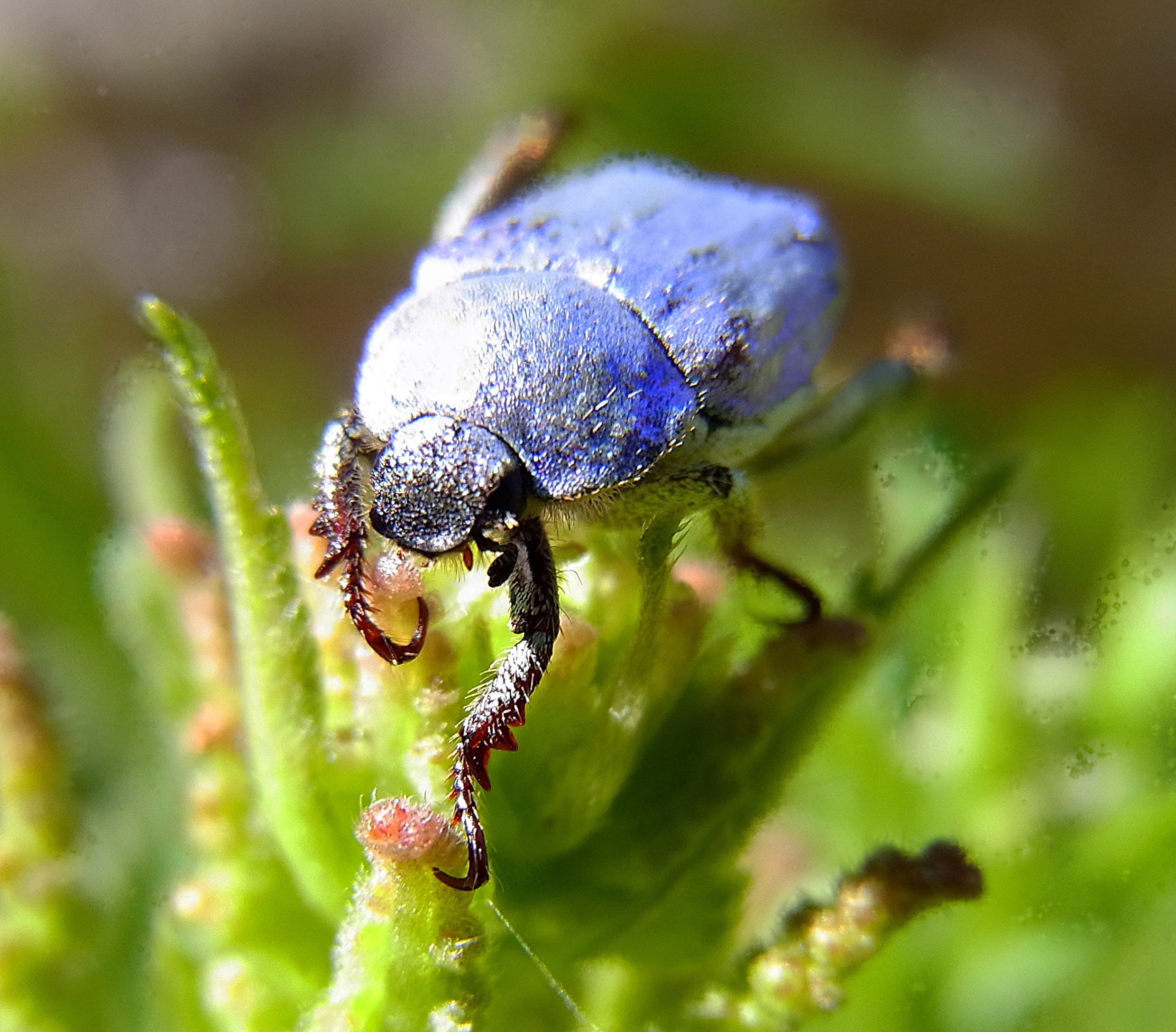
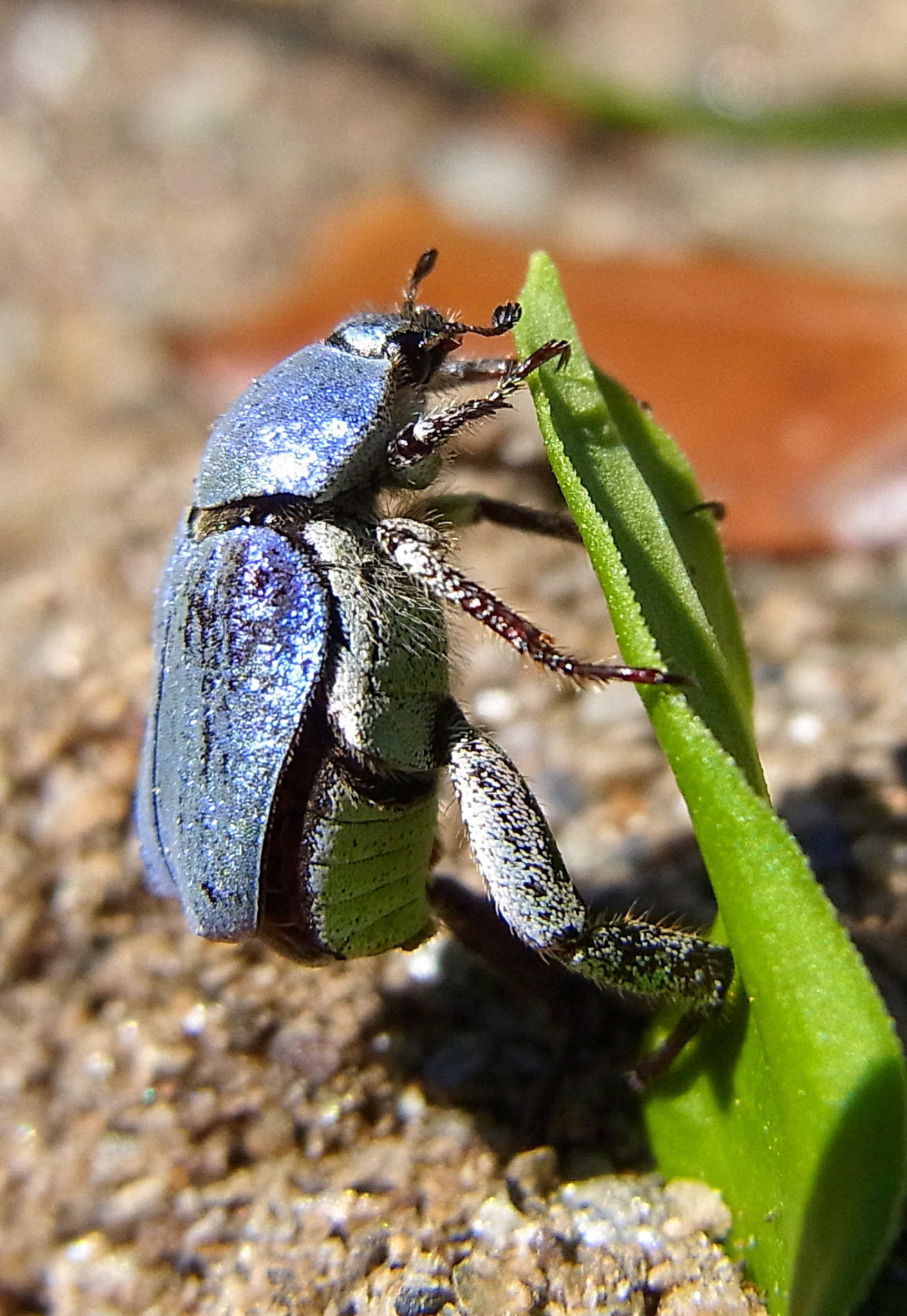
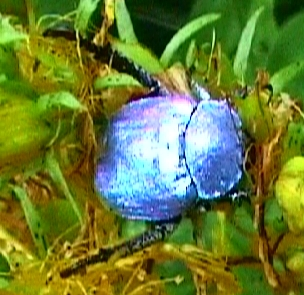
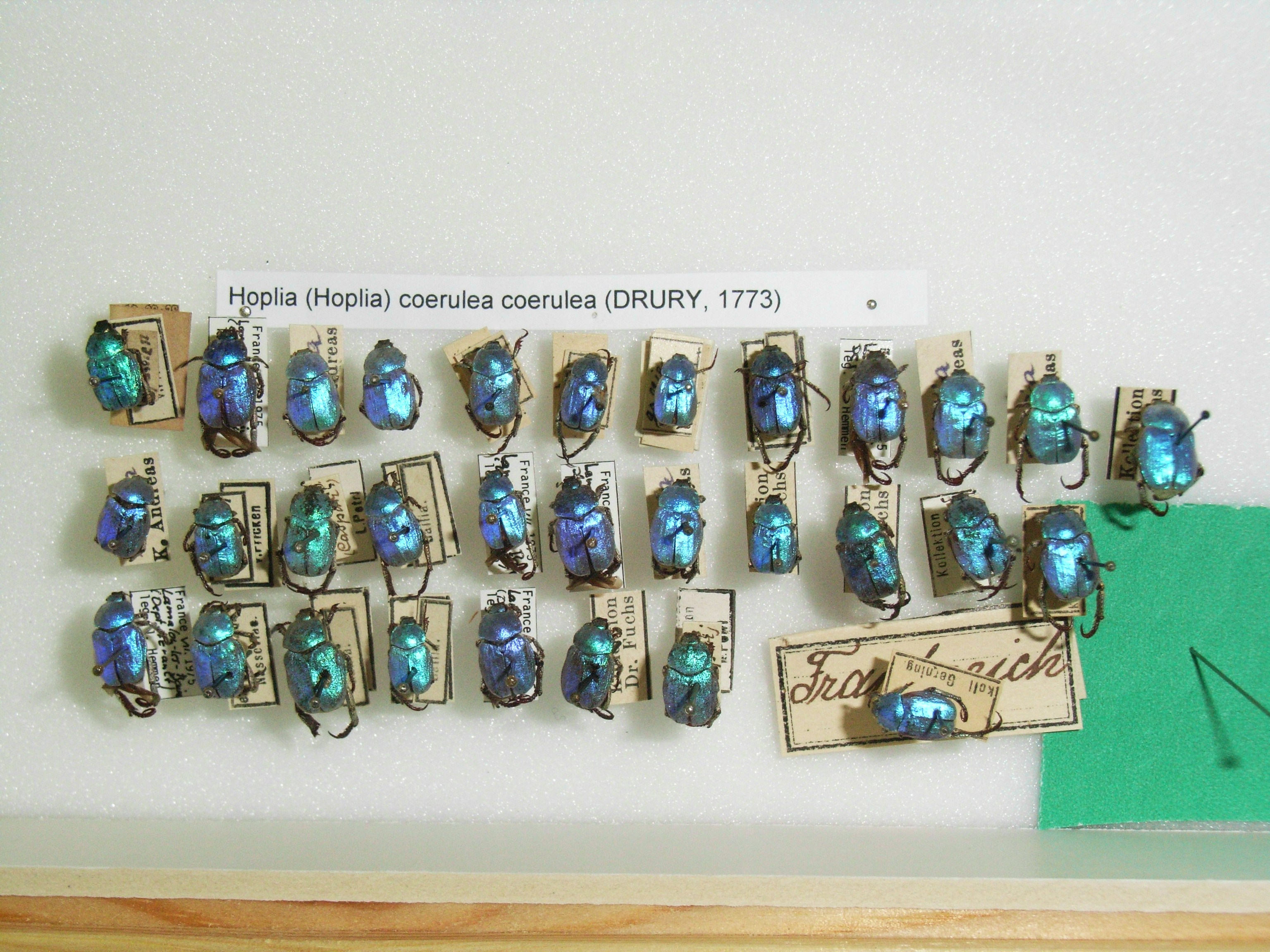
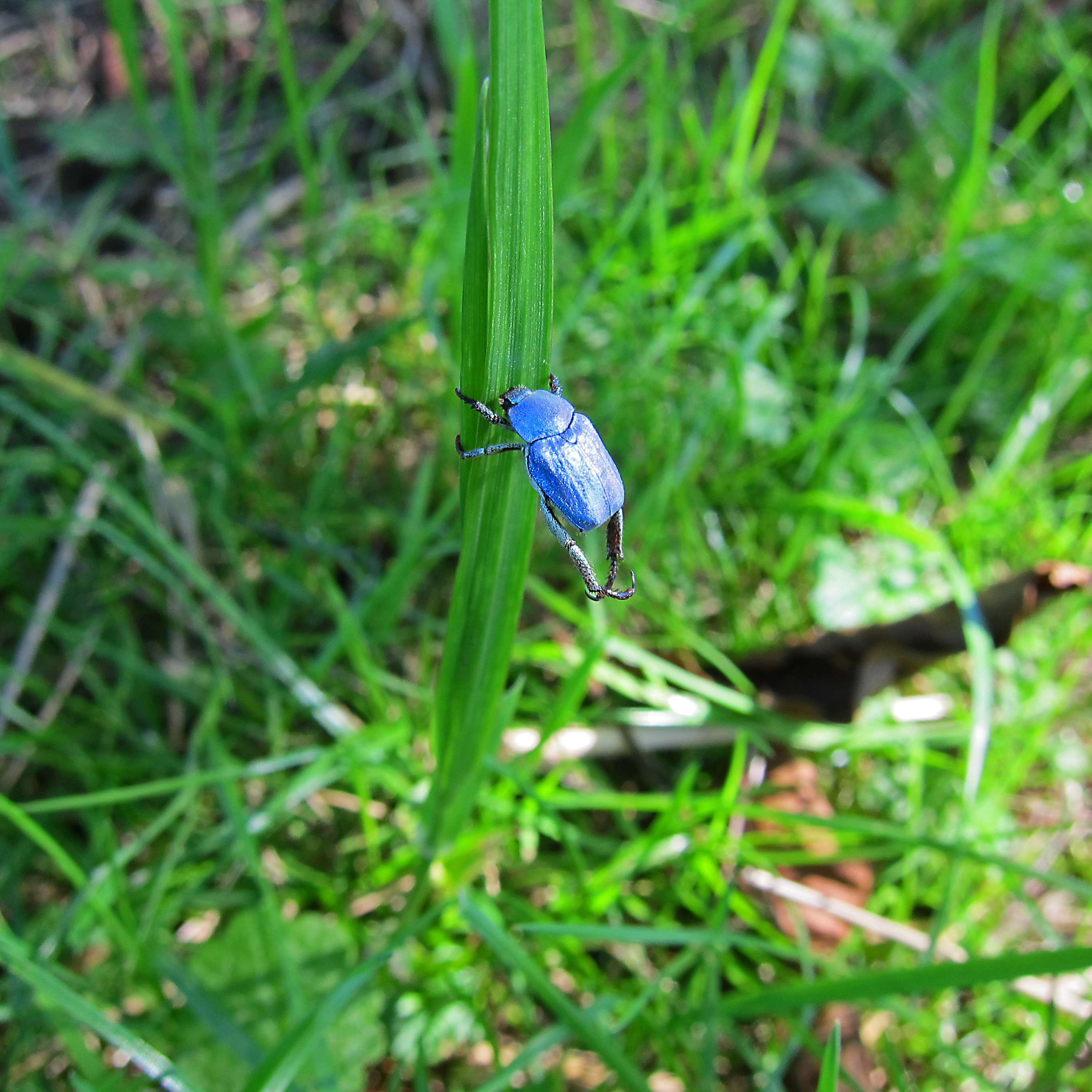